# Минагава, Юсукэ
Юсукэ Минагава (яп. 皆川 佑介 Минагава Ю:сукэ, род. 9 октября 1991, Татикава) — японский футболист.

## Карьера
Минагава учился в Университете Тюо в Токио, выступал за университетскую футбольную команду. В 2014 году он стал профессиональным футболистом, заключив контракт с клубом Джей-лиги «Санфречче Хиросима». В 2015 году Минагава вместе с командой стал чемпионом Японии и в том же году выступал на Клубном чемпионате мира, проходившем в Японии. На турнире Юсукэ сыграл три матча и забил один гол. Его команда дошла до полуфинала, где уступила аргентинскому «Ривер Плейту», а затем победила в матче за третьем место.

## Национальная сборная
В 2013 году Минагава играл за студенческую сборную Японии на летней Универсиаде в Казани. Он принял участие во всех шести матчах сборной на турнире и стал обладателем бронзовой медали Универсиады. 5 сентября 2014 года Минагава дебютировал в составе национальной сборной Японии, приняв участие в товарищеском матче с командой Уругвая.